# گشتاور اول سطح
گشتاور نخست سطح (به انگلیسی: first moment of area) که گاهی به اشتباه گشتاور نخست اینرسی (به انگلیسی: first moment of inertia) نیز نامیده می‌شود، مبحثی از ریاضیات بوده و حکایت از این دارد که گشتاور هر سطحی، برابر با مجموع مساحت سطوح ضربدر فواصل از یک محور است  [(Σ(a × d]. از ممان اول سطح، برای اندازه‌گیری میزان توزیع سطح، نسبت به یک محور استفاده می‌شود.
در کارهای مهندسی، معمولاً از گشتاور اول سطح، برای تعیین مرکز جرم یا گشتاور ایستایی سطح بهره می‌برند.

## تعریف
سطحی به مساحت A داده شده‌است که این سطح را به n المان سطح بی‌نهایت کوچک تقسیم کرده‌ایم (dAi). فاصله (مختصات) هر یک از این المان سطح‌ها را از محورهای مختصات x-y، برابر xi  و yi در نظر می‌گیریم. حال، لنگر اول سطح در جهت‌های x و y، به ترتیب زیر به دست می‌آیند:
{\displaystyle M_{x}=A{\bar {y}}=\sum _{i=1}^{n}{y_{i}\,dA_{i}}=\int _{A}ydA}
و
{\displaystyle M_{y}=A{\bar {x}}=\sum _{i=1}^{n}{x_{i}\,dA_{i}}=\int _{A}xdA}
در سیستم واحدهای SI، گشتاور نخست سطح را با واحد متر به توان سه نشان می‌دهند (m3). در سیستم واحدهای آمریکا و سیستم گرانشی نیز پا به توان سه (ft3) و در اغلب اوقات، اینچ مکعب (inch3) را به عنوان واحد، انتخاب می‌کنند.

## گشتاور استاتیک سطح
گشتاور استاتیک سطح (به انگلیسی: statical moment of area)، خاصیتی از یک جسم است که برای تخمین مقاومت آن جسم در برابر تنش برشی، از آن استفاده می‌شود. گشتاور استاتیک سطح را با Q نشان داده و از رابطه زیر به دست می‌آورند:
{\displaystyle Q_{j,x}=\int y_{i}dA}
در رابطه بالا، 
- Qj,x برابر لنگر نخست سطح "j" حول تار خنثای x کل سطح (نه تار خنثای سطح "j")؛
- dA برابر المان سطح پهنه "j"؛
- y برابر فاصله عمودی المان dA از تار خنثای x

است.

### اهمیت گشتاور اول سطح در مقاومت مصالح و استاتیک
مبحث گشتاور اول سطح و ممان اینرسی سطوح مرکب یکی از مباحث پرکاربرد درس استاتیک بوده  و در درس مقاومت مصالح مخصوصاً در مبحث خمش و جریان برش کاربرد ویژه‌ای دارد . همچنین در حل مسائل بخش خمش و تحلیل تنش‌های برشی در تیرها ، تعیین گشتاور اول سطح بسیار راهگشاست.

## کاربرد

### تعیین محور و مرکز تقارن
اگر یک سطح دارای محور تقارن باشد، ممان اول آن نسبت به این محور برابر با صفر است.
{\displaystyle \int LdA=0}
- L: فاصله المان مورد نظر تا محور تقارن

اگر سطح جسم دارای محور تقارن باشد، مرکزوار آن بر روی این محور قرار دارد. 
اگر سطح جسم دارای حداقل دو محور تقارن باشد، مرکزوار سطح جسم بر مرکز هندسی آن منطبق است. همچنین اگر یک سطح دارای مرکز تقارن باشد،ممان اول سطح آن نسبت به تمام محور‌های گذرا از مرکز تقارن برابر با صفر است.

### تنش برشی در یک سازه نیمه تخم‌مرغی
معادله جریان برش در مقطع عرضی جان یک سازه نیمه تخم‌مرغی به شکل زیر خواهد بود:
{\displaystyle q={\frac {V_{y}Q_{x}}{I_{x}}}}
- q: جریان برش در مقطع عرضی جان
- Vy: نیروی برشی عمود بر تار خنثای x در کل مقطع
- Qx: لنگر اول سطح، حول محور خنثای x در مقطع عرضی جان
- Ix: لنگر دوم سطح، حول محور خنثای x در کل مقطع

حال، تنش برشی را می‌توان از رابطه پایینی حساب کرد:
{\displaystyle {\tau }={\frac {q}{t}}}
- {\displaystyle {\tau }}: تنش برشی در مقطع عرضی جان محور
- q: جریان برشی در مقطع عرضی جان
- t: ضخامت (متوسط) مقطع عرضی جان